# Спілка вільних журналістів «Природа над усе»
Спілка вільних журналістів «Природа над усе» (СВЖ «Природа над усе») — громадська неприбуткова природоохоронна організація, створена київськими журналістами та письменниками. Мета — популяризація ідей біоцентризму, прав тварин, синтез глибинної та соціальної екології.
Заснована у серпні 2008 року.
Засновники — Комарова Анжеліка Євгенівна, письменниця, журналістка, Андрос Олег Євгенійович, кандидат політичних наук, письменник, музикант.

## Діяльність
СВЖ «Природа над усе» виступає проти приватновласницького руйнування довкілля, проти пригнічення людством усіх інших видів живого на Землі, а також проти усіх форм соціальної та расової дискримінації.
СВЖ «Природа над усе» поширює інформацію про порушення та досягнення у сфері охорони довкілля і тваринного світу, а також сприяє громадським ініціативам, що ставлять за мету природоохорону та захист історичних пам'яток.
Частина роботи СВЖ «Природа над усе» пов'язана зі збереженням природи України через створення нових природоохоронних об'єктів та відстоювання недоторканності існуючих, зокрема у м. Києві (Солом'янський ландшафтний парк та ін.).
У 2008 р. СВЖ «Природа над усе» закликала, разом з Олексієм Василюком, до бойкоту фільму «Населений острів» після плюндрування режисером Федором Бондарчуком Казантипського природного заповідника вибухами під час зйомок.
Представники «Природа над усе» назвали у 2012 р. позицію співака Олега Скрипки, який організував музичний фестиваль «Rock` n Sich» з байкерськими гонками на Трухановому острові в Києві, «вершиною цинізму», з огляду на те, що Труханів острів зарезервовано Київрадою під заповідання.

## Заходи

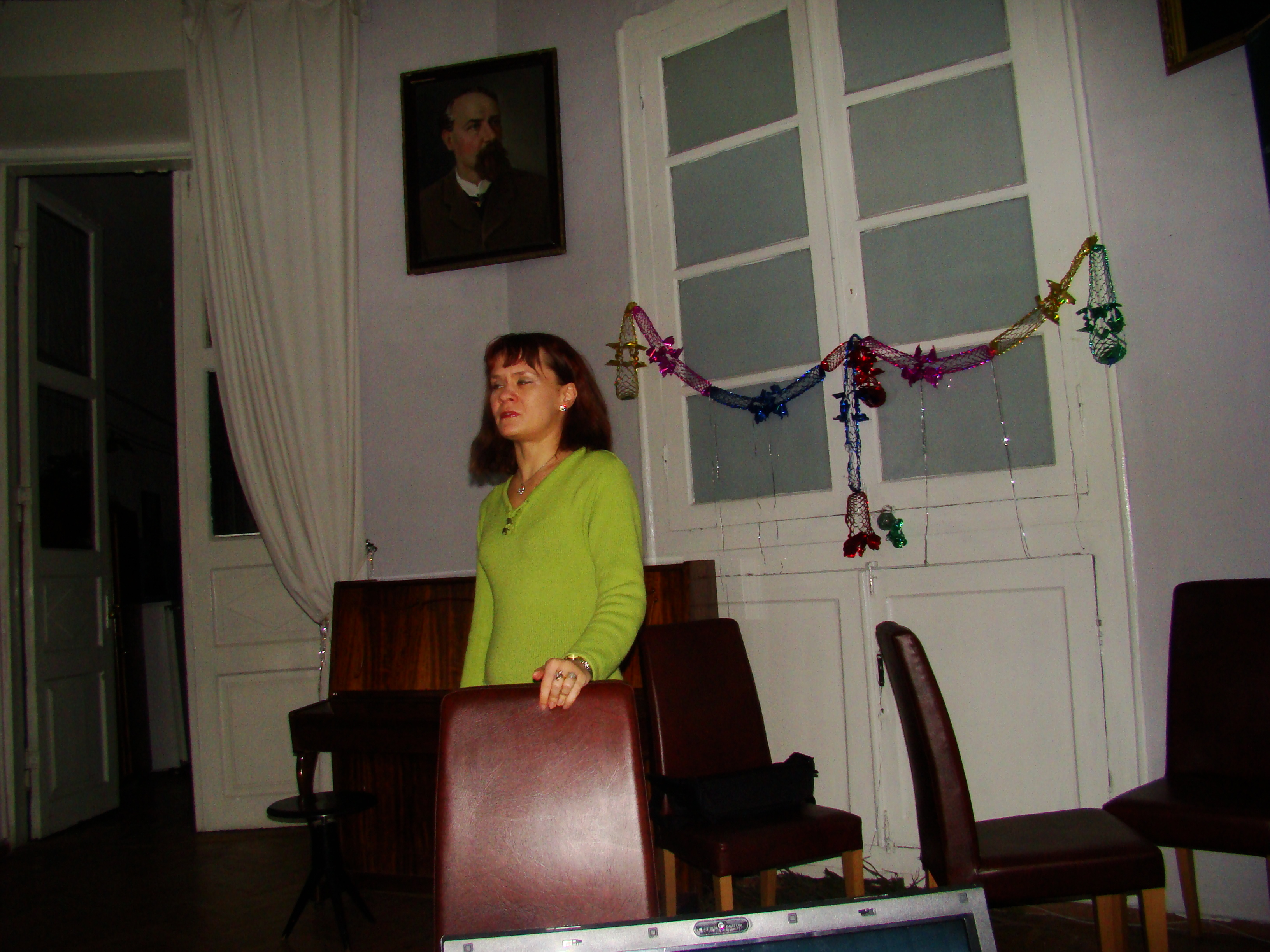
Лекція Олени Махової в Київській обсерваторії. 18.01.2009

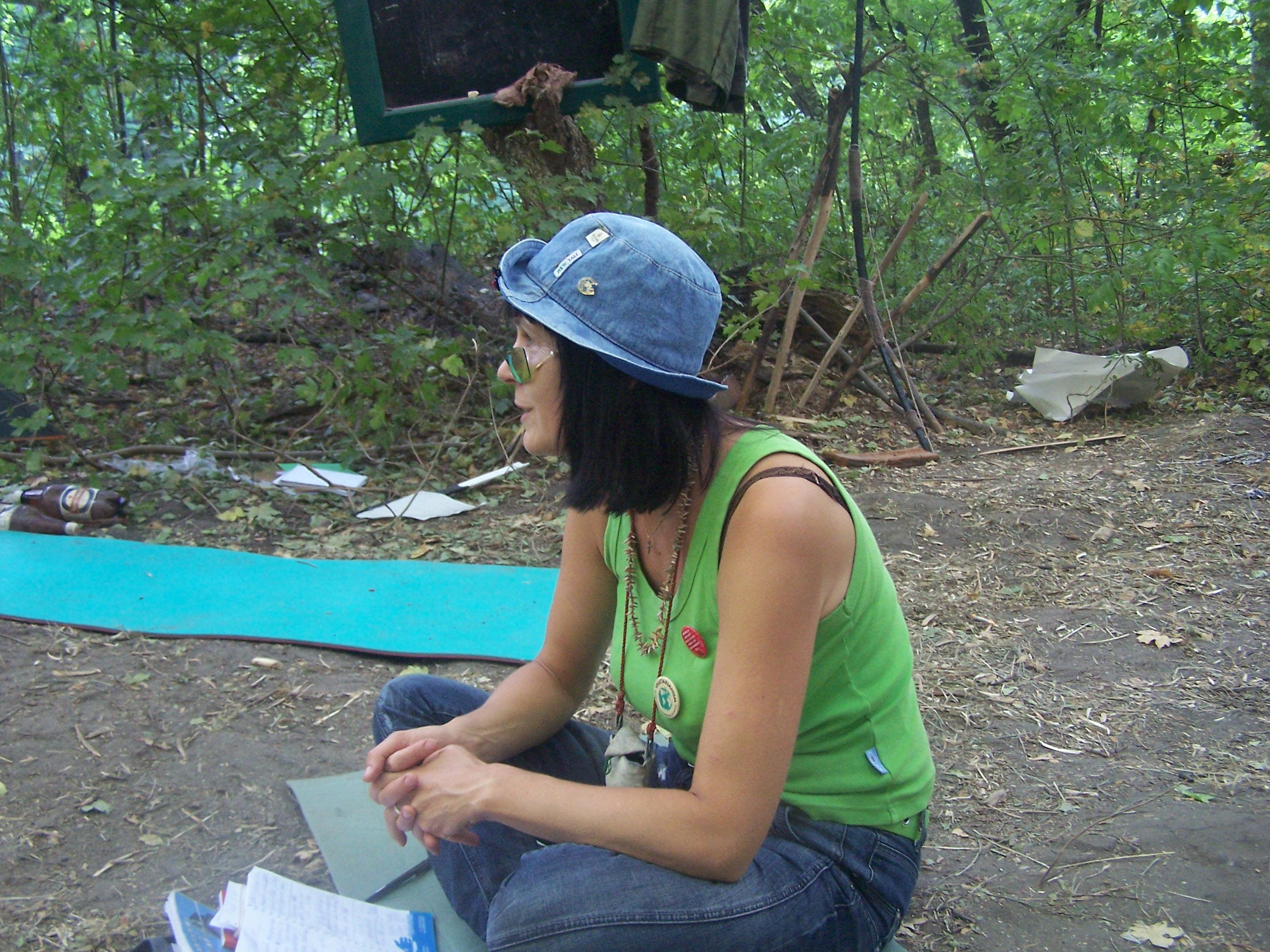
Ангеліна Яр читає лекцію в НПП «Гомільшанські ліси», Харківська область.

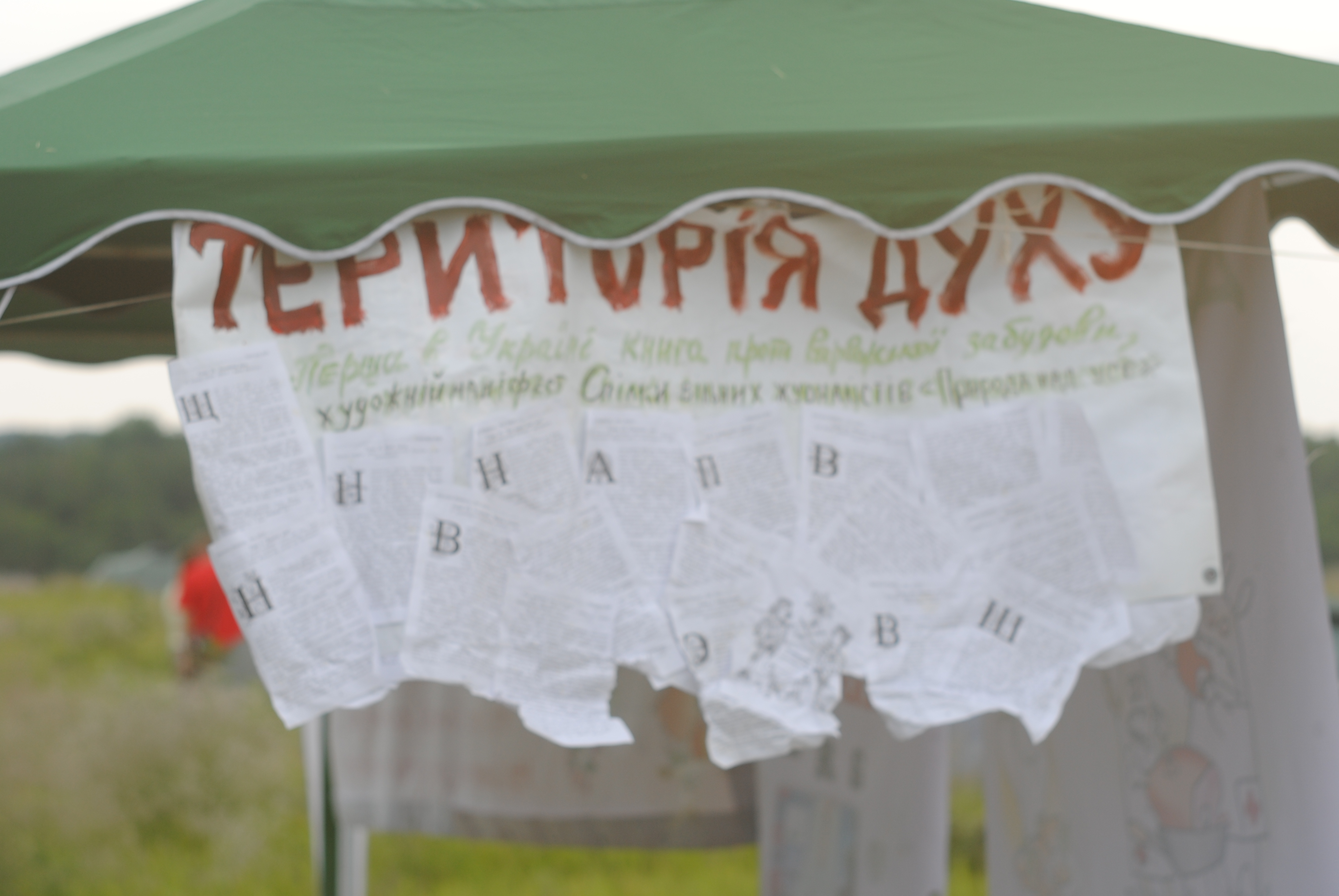
Інсталяція - презентація книги «Територія Духу» на фестивалі «Трипільське коло 2011».

Активісти організації ведуть пропаганду світових трендів екологічної філософії. Так, у 2009 р. «Природа над усе» організували в Києві лекцію Олени Махової «Досвід охорони прав тварин у США та Україні: правові та культурні особливості».
31 серпня 2016 р. до Всеукраїнського дня захисту тварин відбулося перше публічне підписання Декларації про права тварин. Про цю ініціативу розповів, серед інших, представник «Природа над усе» Олег Андрос під час пресбрифінгу в Українському кризовому медіацентрі..
У 2014 р. «Природа над усе» розпочали акцію «Міні-тигрики — в добрі руки», до якої долучився літературно-меморіальний музей Михайла Булгакова. СВЖ «Природа над усе» регулярно запрошує киян до Київського зоопарку на «МуррКотячу толоку» для облаштування тимчасового Котомістечка. Київський проєкт організації «Зоокоти» шукає волонтерів, які гладитимуть котів у Київському зоопарку.
4 березня 2018 р. активісти «Природа над усе» пікетували офіс «1+1 Медіа» на знак протесту проти порушення журналістської етики телеканалом «1+1». Представники організації Олег Андрос та Анжеліка Комарова висловили незгоду з сюжетом ТСН, який виправдовує хутряну індустрію і зображає українських зоозахисників (зокрема учасників ініціативи «Екологічна платформа») як «екстремістів». Також активісти організації записали з цього приводу сатиричну «Пісню про гроші та українські ЗМІ».
У 2018-2019 рр. «Природа над усе» співорганізували фестиваль «Муркотяче дитинство» до Дня захисту дітей у Державній бібліотеці для юнацтва у Києві.
30 листопада 2018 р. голова організації Анжеліка Комарова отримала Волонтерську премію ініціативи «Євромайдан SOS». У 2019 році її отримав заступник голови Олег Андрос та бухгалтер ГО Валентина Макарова, у 2020 році — співзасновниця організації Елліза Есьє та волонтерка ГО Марина Куценко .

## Участь у громадянських кампаніях

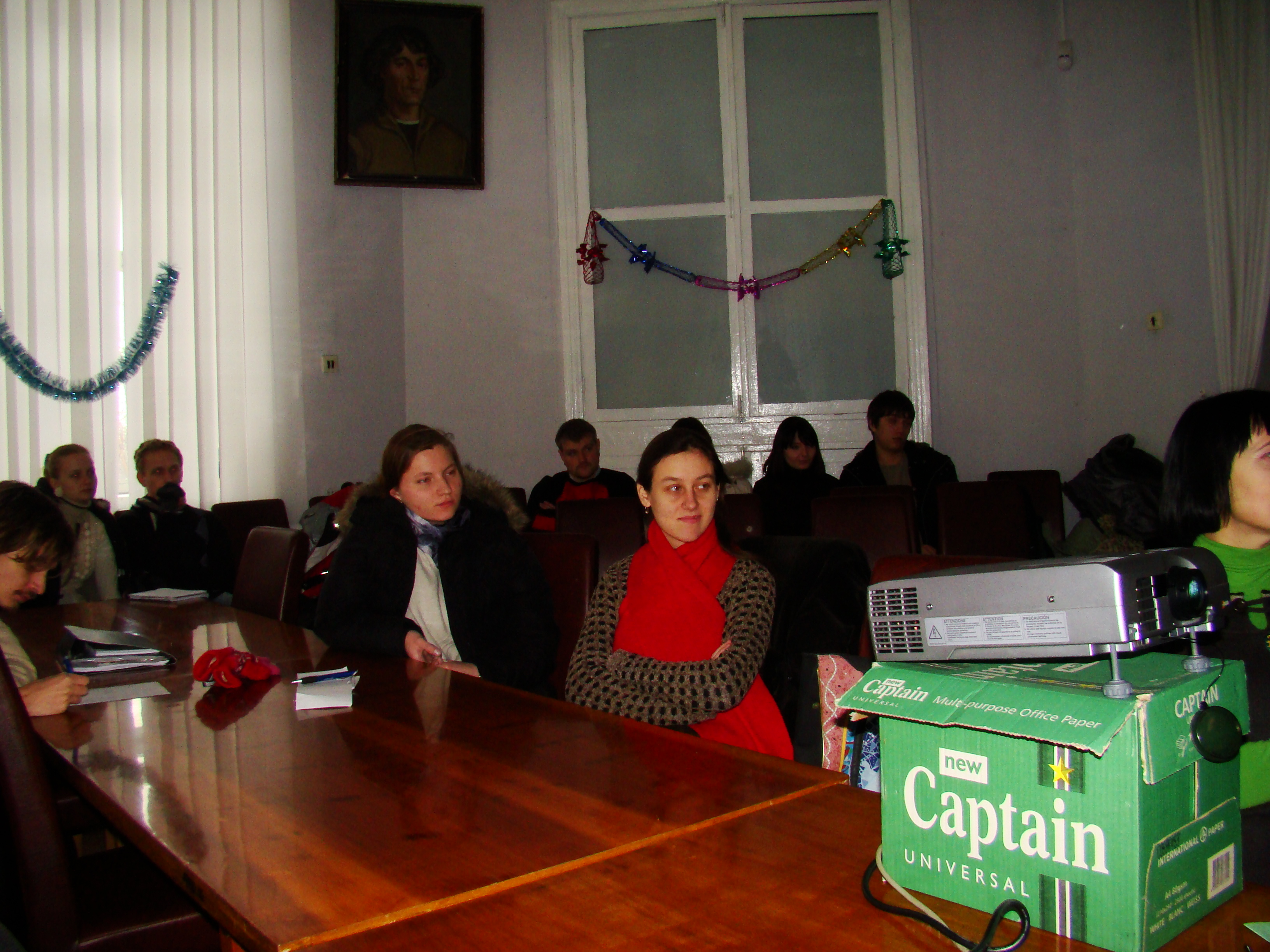
Лекція Олени Махової про рух за права тварин у США. 8.01.2009

Активісти СВЖ «Природа над усе» взяли участь у таких кампаніях:
- проти комерційних дельфінаріїв (з 2008 р.);[16] зокрема, Костюмована хода «Наш дім море-2.0. Русалки», присвячена Всесвітньому дню дельфінів і китів, пройшла 23 липня 2016 р. в центрі Києва, співорганізаторами стали «Природа над усе»;[17]
- на захист зелених зон м. Києва та за створення в них об'єктів природно-заповідного фонду (з 2008 р.);[18]
- за гуманне регулювання чисельності безпритульних тварин (з 2008 р.).[19][20][21][22] Голова «Природа над усе» Ангеліна Яр піддала критиці рух «догхантерів»,[23] а також розкритикувала деякі українські ЗМІ за навмисну дезінформацію населення щодо «епідемії сказу».[24] Представники «Природа над усе» також піддали критиці «антивовчу істерію» у ЗМІ;[25]
- за добробут тварин у Київському зоопарку (2009—2014 рр.);[26][27][28] відеосюжет активістів «Природа над усе» на тему пікетування зоопарку у 2009 р.; інтерв'ю Анжеліки Комарової проекту USAID про боротьбу з корупцією у зоопарку в 2009-2014 рр.;[29]

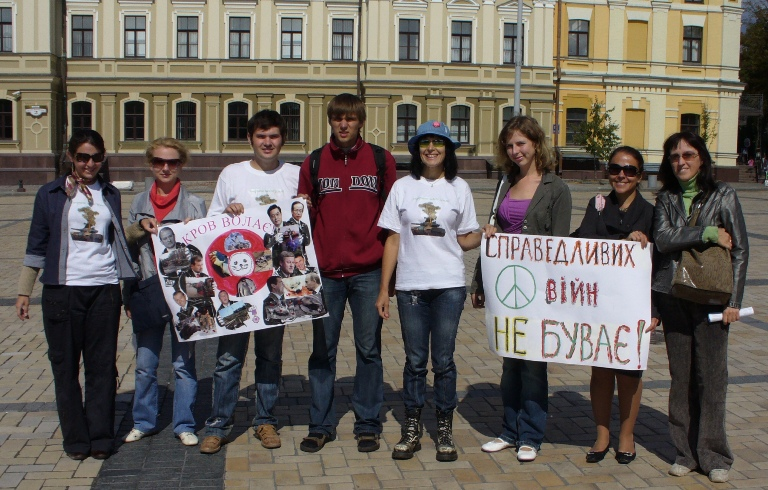
Перший пікет СВЖ "Природа над усе". 31.08.2008

- Перший пікет СВЖ "Природа над усе". 31.08.2008за заборону хутряної індустрії (з 2008 р.).[30]
- за припинення вбивства задля хутра гренландського тюленя (з 2008 р.);[31]
- кампанія «Першоцвіт» — традиційна, з часів СРСР, кампанія Дружин охорони природи проти знищення першоцвітів на продаж (з 2008 р.);[32]відеосюжет ДОП «Зелене майбутнє» і СВЖ «Природа над усе» про операцію «Першоцвіт».
- кампанія проти використання живих ялинок у новорічних святах (з 2008 р.).[33][34]

## Проєкти

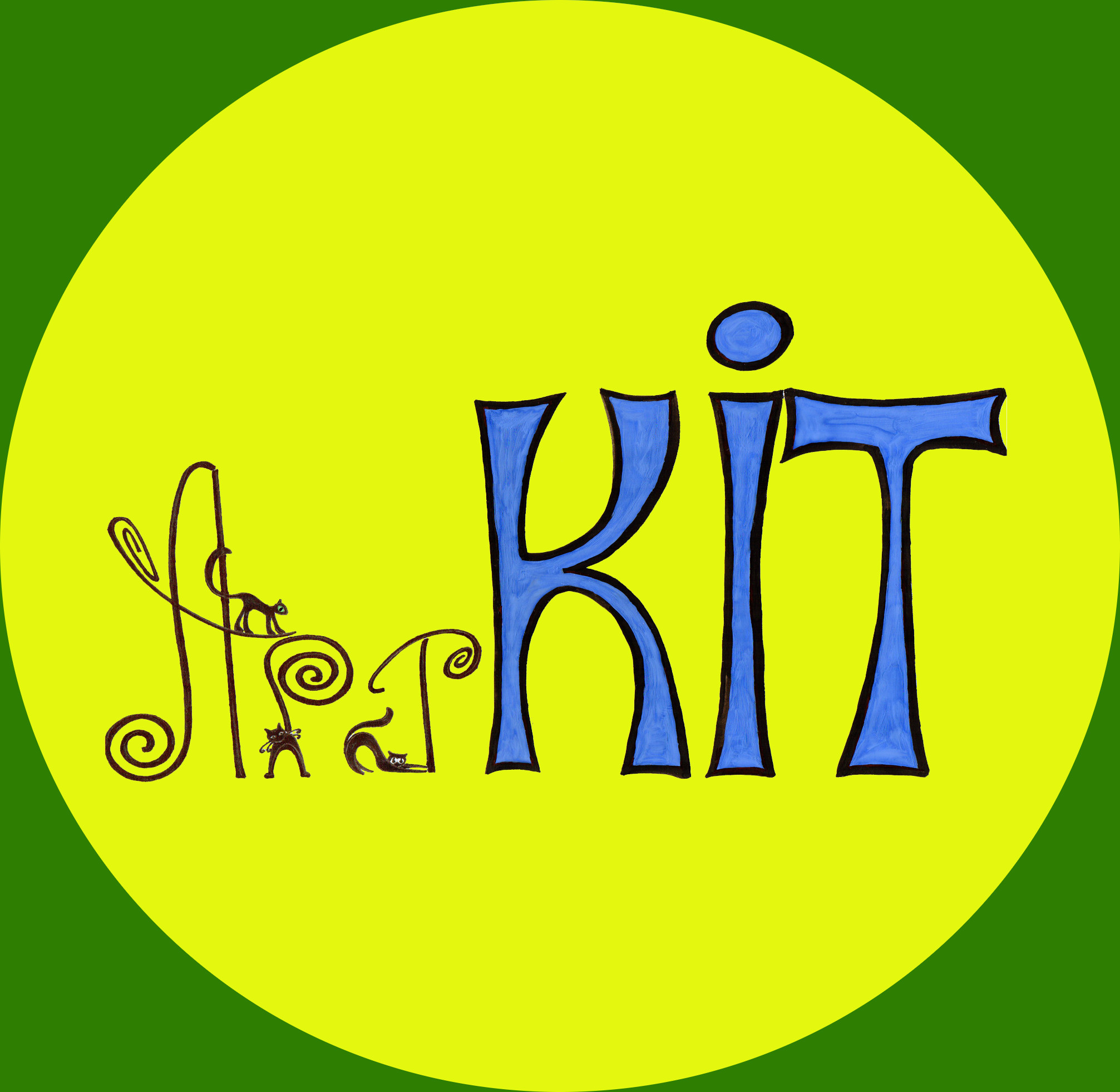
Символ Котомістечка

- КотоМістечко і його підпроєкт «АртКіт» (Зоокоти).[35] З 2010 року організація опікується безпритульними котами на обмеженій території (Київський зоопарк).[36] З 2017 року в зв'язку з будівельними роботами у зоопарку за усним розпорядженням мера міста члени організації переселили котів на занедбану територію зоопарку [37].  Це господарський двір, куди можна потрапити тільки через службовий вхід[38]. В короткий термін зусиллями волонтерів було створено комплекс розбірних споруд для проживання та обігріву котів (Котомістечко)[39]. На 2018 рік організація утримувала 82 коти[40], на 2024 рік – 40[41]. Мета Котомістечка — популяризація фелінотерапії та апсайклінгу (арт-переробки речей).[42][43]
- На початку повномасштабного вторгнення Російської Федерації, 17-18 березня 2022 року, активісти «Природа над усе» евакуювали 62 кота із Котомістечка до Польщі[44]. У 2024 році організація представила новий сайт Котомістечка [41].

## Видання
- Яр Ангеліна, Андрос О. Є. Територія Духу. Сатирична повість. — К.: Спілка вільних журналістів «Природа над усе», 2008, 2013.[45]